# Israel Roldán
Israel Roldán (La Plata, Argentina, 8 de octubre de 1990) es un futbolista argentino. juega como mediocampista, actualmente se encuentra en Sarmiento de La Banda del Torneo Federal A de Argentina.

## Trayectoria
Hizo divisiones inferiores en el club Comunidad Rural de la Liga Amateur Platense hasta el año 2006. En el 2007 se sumó a la Sexta División de Gimnasia y Esgrima La Plata.
Fue convocado por primera vez a una pretemporada en julio de 2009. El cuerpo técnico encabezado por Leonardo Madelón lo sumó al plantel superior para trabajar en la ciudad de Mar del Plata, debutó en primera al siguiente año.
En julio de 2014 firmó para el club Estudiantes de San Luis para disputar el torneo transición del argentino A.

## Caracteriasticas
se desempeña como media punta (mediocampista ofensivo). Su pierna hábil es la izquierda, se destaca por su regate, agilidad y conducciòn de juego.

## Clubes
| Club                         | País      | Año         | PJ | Goles |
| ---------------------------- | --------- | ----------- | -- | ----- |
| Gimnasia y Esgrima La Plata  | Argentina | 2010-2012   | 1  | 0     |
| Alvear Foot-Ball Club        | Argentina | 2012        | 1  | 0     |
| Gimnasia y Esgrima La Plata  | Argentina | 2013        | 0  | 0     |
| Independiente de Castelli    | Argentina | 2014        | ?  | ?     |
| Estudiantes (San Luis)       | Argentina | 2014 - 2018 | 92 | 7     |
| Deportivo Merlo              | Argentina | 2019        | 18 | 2     |
| Estudiantes (San Luis)       | Argentina | 2019 - 2020 | 22 | 4     |
| Mitre de Santiago del Estero | Argentina | 2020 - 2021 | 13 | 1     |
| Estudiantes (San Luis)       | Argentina | 2021        | 14 | 0     |
| Sarmiento (Resistencia)      | Argentina | 2022 - 2023 | 34 | 7     |
| Ciudad de Bólivar            | Argentina | 2023 - 2024 | 54 | 9     |
| Sarmiento de La Banda        | Argentina | 2025-act.   |    |       |

## Palmarés
| Título         | Club                 | País      | Año  |
| -------------- | -------------------- | --------- | ---- |
| Federal A 2014 | Sportivo Estudiantes | Argentina | 2014 |

- También se coronó campeón con Independiente Fútbol Club de Castelli en el año 2013